# LVG C.V (航空機)
LVG C.V（エルファウゲー・ツェー・フュンフ）は、ドイツ帝国のヨハニスタール航空運輸有限責任会社（ルフト・フェアケーアス・ゲゼルシャフト・ミット・ベシュレンクター・ハフトゥング・ヨハニスタール；Luft-Verkehrs Gesellschaft mit beschränkter Haftung Johannisthal; Luft-Verkehrs G.m.b.H. Johannisthal; L.V.G.; LVG）が開発した、単発複葉複座の偵察機。第一次世界大戦終盤の1917年に初飛行を果たした。

## 概要
LVG C.V は、一次大戦中のドイツ製複座機のうち最も優れた機体のひとつと看做されている。13.62 mという LVG C.V の翼幅はドイツ帝国の複座機中最大のものであったが、それにも拘らず、LVG C.V は容易な操縦性と優れた飛行性能を有していた。LVG C.V は、当時としては標準的な木製の胴体に羽布張りの翼をもった機体であった。
LVG C.V の初号機は1917年に完成、その秋に前線へと投入された。LVG C.V には、前線の高速偵察と砲兵部隊のための弾着観測機という任務が与えられていた。観測機は、味方のより正確な砲撃を可能とするため砲弾の着弾位置を上空より観測・報告し、着弾点を修正する任務を司る航空機である。約1250機の発注を受けた LVG C.V は、大戦後期においてドイツ軍の主力偵察機となった。その後、LVG では LVG C.V にさらなる改修を加えた LVG C.VI を開発、前線へ供給したが、こちらは終戦により少数の生産に留まった。
ドイツ帝国の降伏後は、独立した西ウクライナ人民共和国のウクライナ・ハルィチナー軍で姉妹機 LVG C.VI や DFW C.V とともに運用され、ポーランドなどとの戦闘に投入された。一方のポーランド軍では、ウクライナの内戦のほかバルトの内戦、ポーランド・ソヴィエト戦争で LVG C.V を実戦運用し、総運用数は150機に及んだとされる。また、ボリシェヴィキ・ソヴィエト政府の労農赤軍航空隊 (Рабоче-крестьянский Красный Воздушный Флот) でもウクライナやドイツ軍からの捕獲機が運用された。これは、赤軍がウクライナを蹂躙した際にウクライナ勢力と同盟していて駐留していたドイツ軍やウクライナ国軍またはウクライナ中央ラーダ軍から捕獲した機体と考えられ、ドイツ軍の国籍識別標である黒い十字架を描いたまま赤軍で使用された機体も少なからずあった。
また、戦後1919年2月10日より旅客輸送を開始したドイツの航空会社ドイッチェ・ルフトレーデライ社 (Deutsche Luft-Reederei; DLR) では、当初 AEG J.II とともに LVG C.V や LVG C.VI を旅客機として運用した。両機とも機体規模からして本格的な旅客輸送機とは言えないものであったが、のちドイッチェ・ルフトハンザ (Deutsche Lufthansa; DLH) となる DLR 社はこれらの機体で初めての定期的な航空輸送を開始したのであり、機体には現在もルフトハンザのロゴマークとなっている鶴のマークが描かれていた。大戦中に軍用機として開発され終戦に伴い旅客・輸送機へと転用された機体はイギリスの DH.4 や DH.9 など枚挙に暇がないが、敗戦国であるドイツの軍用機も本国で引き続き使用されていたということは、のちの時代の敗戦処理との比較上興味深い。

## スペック
- 初飛行：1917年
- 翼幅：13.62 m
- 全長：8.07 m
- 全高：3.20 m
- 翼面積：42.70 m2
- 空虚重量：1013 kg
- 通常離陸重量：1533 kg
- 発動機：ベンツ製 Bz IV 液冷エンジン ×1
- 出力：200 馬力
- 最高速度：164 km/h
- 巡航速度：150 km/h
- 飛行継続時間：3.5 時間
- 上昇力：115 m/min
- 実用飛行上限高度：6500 m
- 乗員：2 名
- 武装：LMG14 パラベルム7.92 mm機銃 ×1(後部座席)
  - 後期型：同上、および LMG 08/15 シュパンダウ 7.92 mm機銃 ×1(前方射撃用)
  - 40 kgまでの爆弾